# بيكوز
بيكوز (بالتُركيَّة العُثمانيَّة: بكقوُز؛ وبالتُركيَّة المُعاصرة: Beykoz) مديرية في محافظة اسطنبول بتركيا، بالطرف الشمالي من مضيق البوسفور من الجانب الأناضولي (الآسيوي). وهذا الحي يشمل جميع مصبات الأنهار وجداول المياه القادمة من «كوتشوكسو» (بالتركية: Küçüksu)‏ و «جوكسو» (بالتركية: Göksu)‏ قبل «قلعة الأناضول» (بالتركية: Anadolu Hisarı)‏ حتى تلاقي مضيق البوسفور مع البحر الأسود، ويشمل القرى في المناطق النائية حتى جدول ماء «ريفا» (بالتركية: Riva Deresi)‏.
بيكوز أحد أكثر أحياء إسطنبول متعة وهدوءاً، وبها الكثير من الغابات الخضراء التي لا تزال على حالتها الطبيعية، وفيها تم تصوير المواسم الأولي من مسلسل "قيامة أرطغرل" عن قصة حياة «أرطغرل» نظرا للطبيعة الغنية بهذه المنطقة والغابات الطبيعية.
عمدة بيكوز هو «يوجيل تشليكبيلاك»  Yücel Çelikbilek، من حزب العدالة والتنمية.

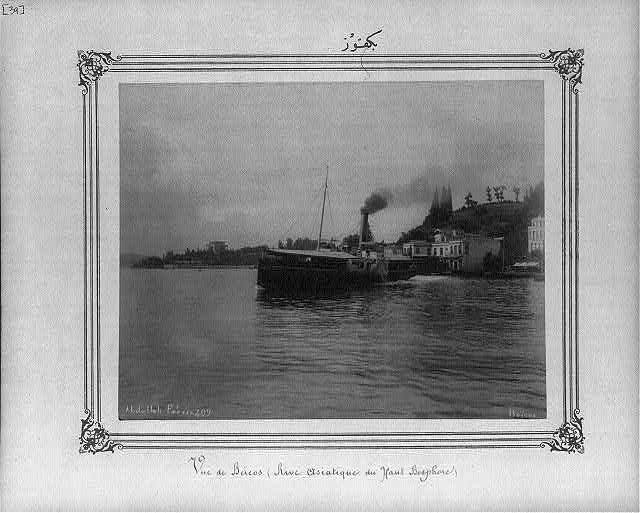
صورة قديمة لبيكوز حوالي عام 1880 - 1893م.
يمكن قراءة اسم "بكقوُز" مكتوبا بالعثمانية أعلى الصورة.

## التاريخ
تُعتبر بيكوز واحدة من أكثر نقاط العبور أهمية إستراتيجية في التاريخ، وكان فم مضيق البوسفور دائما ما يبعث المرء على التخيل، فكان في العصور القديمة مكاناً لتقديم القرابين، إذ كانت دماء القرابين تُراق هناك للتوسل إلى الآلهة المزعومة زيوس أبو الآلهة وبوسيدون إله البحر، من أجل رحلة آمنة عبر مياه البحر الأسود الغادرة، والتي زعموا أن بدونها لا يمكن لأحد أن يدخل تلك المياه العاصفة.
أول من توطّن تاريخياً في المنطقة العليا من البوسفور كانوا هم التراقيون والإغريق وكان الاسم القديم للمنطقة هو «أميكوس» (باليونانية: Αμικός)‏ أو «أمنيكوس» (باليونانية: Αμνικός)‏، تيمناً باسم الملك التراقي. وعلى أيه حال، فإن من توطنوا تلك المنطقة قد تبدّلوا عدة مرات عبر التاريخ منذ ذلك الحين.
كانت البوسفور دائما غنية بالأسماك كما كانت فرصة لنهب المجتمعات الأغنى المستقرة حول بحر مرمرة، فقد استوطن بيكوز موجات متتالية من الغزاة من جميع أنحاء البحر الأسود وما وراءه، مثل: التراقيون، البيثينيون، الفرس، الإغريق، الرومان، البيزنطيين وأخيرا الأتراك.
في فترة الدولة العثمانية، كانت الأراضي خلف بيكوز بمثابة بلاد مفتوحة وغابات لممارسة الصيد والهرب من ضوضاء المدينة من قبل السلاطين العثمانيين وبلاطهم. فمثلا، كوخ الصيد الذي في «كوتشوكسو» (بالتركية: Küçüksu)‏ ونوافير المياه والمساجد التي تزين القرى على طول الساحل، هي من آثار تلك الحقبة العثمانية الغنية والعريقة.
ظلت المضائق محتفظة بقيمتها إستراتيجية تحت السيطرة التركية وخاصة مضيق البوسفور.
في عام 185، تجمعت القوات البريطانية في بيكوز في طريقهم للقتال في شبه جزيرة القرم.

## التسمية
نشأ اسم «بيكوز» في هذا الوقت من الزمن البعيد، ويبدو أنه مستمد من كلمتي:
1. «بك»، والتي تعني: الأمير أو السيد.
2. و«قوز»، وهي كلمة فارسية تعني «قرية»، وقد تُعني كلمة «قوز» أيضا أحد أنواع الجوز.

## المناخ
يتميز حي بيكوز بصف من المناخات وفقًا لتصنيفات كوبن وتريوارثا؛ المناخ الرطب شبه مداري (Cfa،Cf) والمناخ المحيطي (Do،Cfb)، تتميز بشتاء بارد وصيف دافئ - وكثيرًا ماتتأثر برياح فون، خصوصًا في فصل الشتاء، والتي يمكن أن تؤدي أحيانًا إلى درجات حرارة أعلى من 15 درجة °مئوية (59 درجة °فهرنهايت).
| البيانات المناخية لـكومكوي، أسطنبول | البيانات المناخية لـكومكوي، أسطنبول | البيانات المناخية لـكومكوي، أسطنبول | البيانات المناخية لـكومكوي، أسطنبول | البيانات المناخية لـكومكوي، أسطنبول | البيانات المناخية لـكومكوي، أسطنبول | البيانات المناخية لـكومكوي، أسطنبول | البيانات المناخية لـكومكوي، أسطنبول | البيانات المناخية لـكومكوي، أسطنبول | البيانات المناخية لـكومكوي، أسطنبول | البيانات المناخية لـكومكوي، أسطنبول | البيانات المناخية لـكومكوي، أسطنبول | البيانات المناخية لـكومكوي، أسطنبول | البيانات المناخية لـكومكوي، أسطنبول |
| الشهر                               | يناير                               | فبراير                              | مارس                                | أبريل                               | مايو                                | يونيو                               | يوليو                               | أغسطس                               | سبتمبر                              | أكتوبر                              | نوفمبر                              | ديسمبر                              | المعدل السنوي                       |
| ----------------------------------- | ----------------------------------- | ----------------------------------- | ----------------------------------- | ----------------------------------- | ----------------------------------- | ----------------------------------- | ----------------------------------- | ----------------------------------- | ----------------------------------- | ----------------------------------- | ----------------------------------- | ----------------------------------- | ----------------------------------- |
| الدرجة القصوى °م (°ف)               | 20.1 (68.2)                         | 25.1 (77.2)                         | 24.2 (75.6)                         | 30.6 (87.1)                         | 33.4 (92.1)                         | 36.0 (96.8)                         | 34.9 (94.8)                         | 33.4 (92.1)                         | 37.8 (100.0)                        | 34.5 (94.1)                         | 26.0 (78.8)                         | 22.7 (72.9)                         | 37.8 (100.0)                        |
| متوسط درجة الحرارة الكبرى °م (°ف)   | 8.4 (47.1)                          | 8.8 (47.8)                          | 10.4 (50.7)                         | 15.1 (59.2)                         | 19.4 (66.9)                         | 24.2 (75.6)                         | 26.3 (79.3)                         | 26.4 (79.5)                         | 23.7 (74.7)                         | 19.1 (66.4)                         | 15.1 (59.2)                         | 11.1 (52.0)                         | 17.3 (63.2)                         |
| المتوسط اليومي °م (°ف)              | 5.5 (41.9)                          | 5.8 (42.4)                          | 7.1 (44.8)                          | 11.1 (52.0)                         | 15.3 (59.5)                         | 19.7 (67.5)                         | 22.0 (71.6)                         | 22.1 (71.8)                         | 19.6 (67.3)                         | 15.5 (59.9)                         | 11.7 (53.1)                         | 8.0 (46.4)                          | 13.6 (56.5)                         |
| متوسط درجة الحرارة الصغرى °م (°ف)   | 2.5 (36.5)                          | 2.9 (37.2)                          | 3.7 (38.7)                          | 7.1 (44.8)                          | 11.2 (52.2)                         | 15.1 (59.2)                         | 17.1 (62.8)                         | 17.6 (63.7)                         | 15.5 (59.9)                         | 11.8 (53.2)                         | 8.3 (46.9)                          | 5.0 (41.0)                          | 9.8 (49.7)                          |
| أدنى درجة حرارة °م (°ف)             | −7.6 (18.3)                         | −3.3 (26.1)                         | −2.5 (27.5)                         | 0.9 (33.6)                          | 6.3 (43.3)                          | 11.0 (51.8)                         | 13.2 (55.8)                         | 14.8 (58.6)                         | 9.9 (49.8)                          | 5.0 (41.0)                          | −0.4 (31.3)                         | −3.1 (26.4)                         | −7.6 (18.3)                         |
| الهطول مم (إنش)                     | 126.9 (5.00)                        | 87.0 (3.43)                         | 68.8 (2.71)                         | 47.4 (1.87)                         | 39.5 (1.56)                         | 32.8 (1.29)                         | 33.1 (1.30)                         | 40.1 (1.58)                         | 71.2 (2.80)                         | 78.7 (3.10)                         | 114.9 (4.52)                        | 134.9 (5.31)                        | 875.3 (34.47)                       |
| متوسط أيام هطول الأمطار (≥ 0.1 mm)  | 15.2                                | 14.4                                | 13.5                                | 11.9                                | 9.7                                 | 8.8                                 | 5.4                                 | 7.5                                 | 9.0                                 | 13.6                                | 14.3                                | 19.7                                | 143.0                               |
| متوسط الأيام المثلجة (≥ 0.1 cm)     | 3.7                                 | 3.7                                 | 1.1                                 | 0.0                                 | 0.0                                 | 0.0                                 | 0.0                                 | 0.0                                 | 0.0                                 | 0.0                                 | 0.0                                 | 2.5                                 | 11.0                                |
| ساعات سطوع الشمس الشهرية            | 67.8                                | 88.5                                | 129.0                               | 164.1                               | 159.2                               | 205.4                               | 276.0                               | 248.8                               | 192.0                               | 121.9                               | 76.4                                | 65.6                                | 1٬794٫7                             |
| ساعات سطوع الشمس اليومية            | 2.1                                 | 2.9                                 | 4.1                                 | 5.4                                 | 5.1                                 | 6.8                                 | 8.9                                 | 8.0                                 | 6.4                                 | 3.9                                 | 2.5                                 | 2.1                                 | 4.9                                 |
| نسبة وصول أشعة الشمس                | 21                                  | 26                                  | 34                                  | 41                                  | 36                                  | 45                                  | 59                                  | 57                                  | 53                                  | 35                                  | 25                                  | 23                                  | 38                                  |
| المصدر:                             |                                     |                                     |                                     |                                     |                                     |                                     |                                     |                                     |                                     |                                     |                                     |                                     |                                     |

## الصناعة

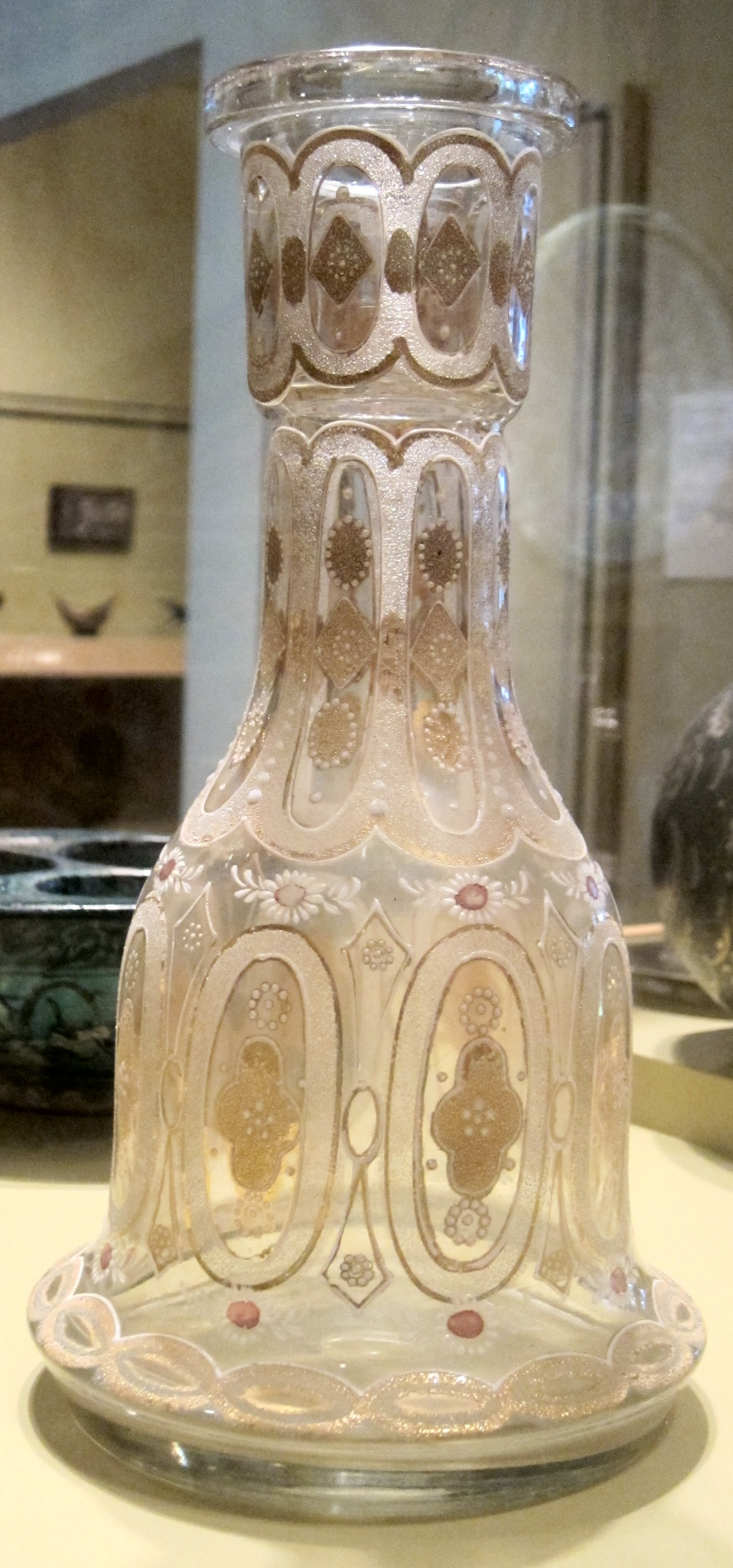
أحد أعمال "بيقوز" الزجاجية.

تمت محاولات في وقت لاحق لإدخال الصناعة في المنطقة، ولكن أكثرها أهمية كان مصنع الزجاج في منطقة «باشا بهجة» (بالتركية: Paşabahçe)‏ (ومعناها: حديقة الباشا) والتي بدأت بورش صغيرة في القرن 17 ثم تطورت في القرن 18 والقرن 19 كصناعة راسخة متقدمة لصنع الزجاجيات المزخرفة اللولبية والزجاج نصف الشفاف والأواني الزجاجية المعروفة عند جامعي التحف في أنحاء العالم باسم 'بيكوز وير' (بالإنجليزية: Beykoz-ware)‏  أي «سِلَع بيكوز».
في وقت لاحق بُني أيضا مصنع أحذية معروف، أما الآن فإن كلا من مصنعي الزجاج والأحذية مغلقان.

## الإسكان

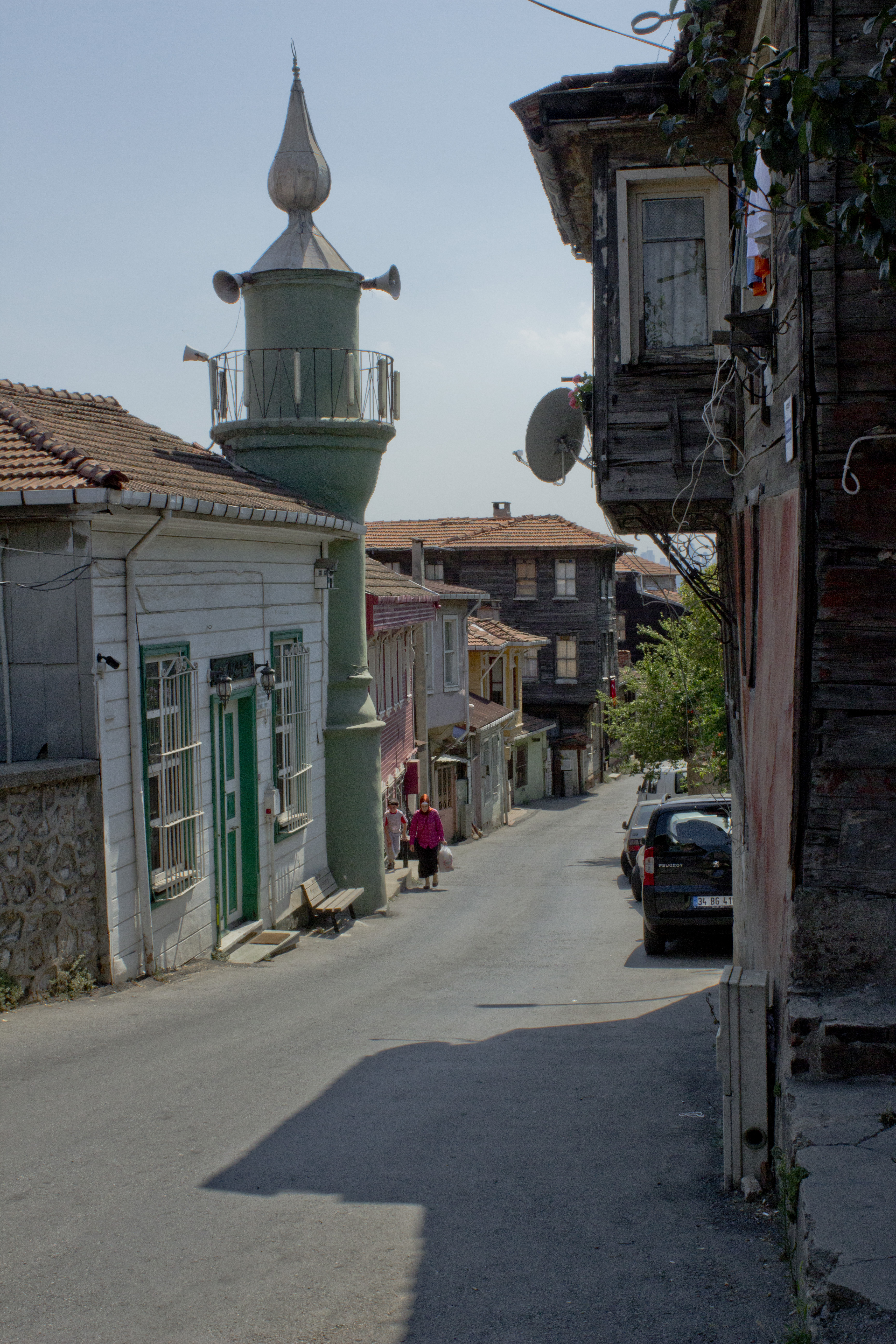
أحد شوارع "بيقوز".

عانت بيكوز دائما من التطوير العشوائي على سفوح الجبال أعلى البوسفور، حيث يوجد هناك مناطق واسعة بها مساكن غير قانونية بسبب أن المهاجرون يأتون للعيش والعمل في الزجاج وغيرها من الصناعات بالمنطقة. تكافح المناطق مثل «كوتشوكسو» (بالتركية: Küçüksu)‏ و«باشا بهجة» (بالتركية: Paşabahçe)‏ باستمرار لوضع البنية التحتية المناسبة لمواكبة المساكن التي يُجري بنائها بصورة غير قانونية أو شبه قانونية. وبسبب تدفق القوى العاملة الصناعية إليها، فإن بيكوز بها طبقة عاملة كبيرة لا تُرى خلف الواجهة البحرية الفاخرة للبوسفور.
تمتد الآن البنايات غير القانونية في الغابات خلف البحر، ولا سيما في مناطق «تشافوش باشي» (بالتركية: Çavuşbaşı)‏ و «إلما لي» (بالتركية: Elmalı)‏. والريف هناك مبعثر مع قليل من القرى المتناثرة الآخذة في التوسع، وكثير من الطرق يُجري الآن إنشائها هناك.
ليست كل المساكن الجديدة متناثرة، بل إن بيكوز بها بعضاً من أفخم مناطق التطوير الجديدة في اسطنبول، مثل الفلل العقارية في «أجار كِنت» (بالتركية: Acarkent)‏ و «بيكوز كوناكلار» (بالتركية: Beykoz Konaklar)‏، وهي موطن لنجوم السينما وأعضاء البرلمان وغيرهم من مشاهير اسطنبول.
أما عن مدى جاذبية هذه الأماكن وثقافتها ونوعية سكانها، فهذا شئ تختلف فيه الآراء.

### التعليم
توجد مشكلة إلى حد ما في التعليم في بيكوز، فمن الشائع أن ترى أطفال منطقة بيكوز ذاهبين إلى المدارس عن طريق القوارب إلى الجانب الأوروبي من اسطنبول.

## صيد الأسماك
كان البوسفور منذ أمد التاريخ يعج بالأسماك، وهناك مجتمع صغير لصيد الأسماك في بيكوز على الرغم من أن أسطول الصيد الرئيسي يوجد مقره في اسطنبول نفسها. انتشرت مطاعم الأسماك في منطقة «أناضولو كافاي» (بالتركية:  Anadolu Kavağı)‏ على وجه الخصوص لخدمة زوار جولات «رحلة اليوم الواحد» في البوسفور بالقوارب والعبّارات.

## المواصلات

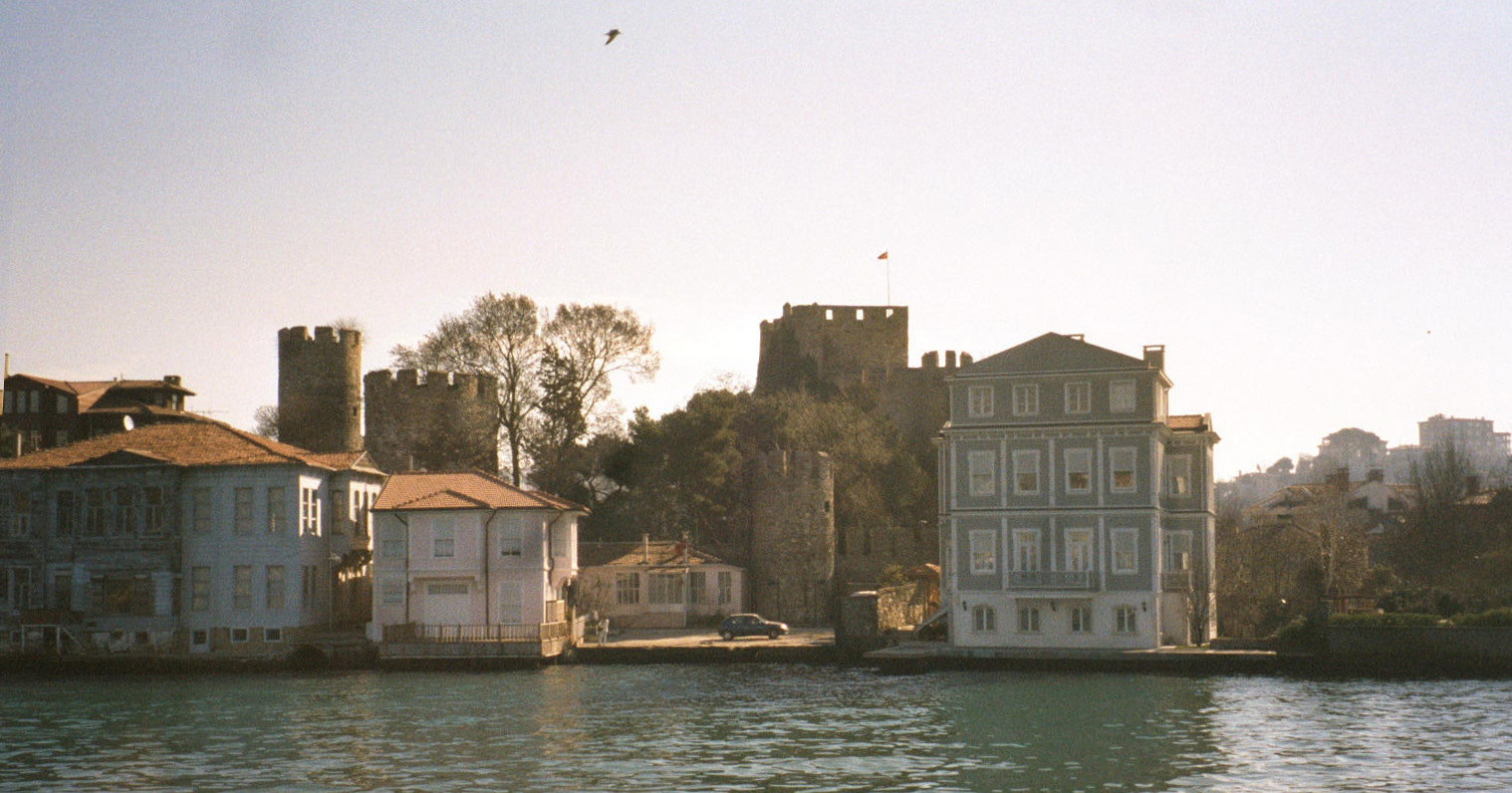
قلعة الأناضول الحصاري بالقرب من إسطنبول، بناها بايزيد الأول (1394)، الجانب الآسيوي

يمتد طريق البوسفور الساحلي قادما من «بايلار بايِي» (بالتركية: Beylerbeyi)‏ في أسكدار (جنوب جسر البوسفور) واصلا إلى بيكوز، وهناك طرق تصل إلى الساحل عن طريق جسر السلطان محمد الفاتح. ويمكن أيضا الوصول إلى بيكوز عن طريق البحر بواسطة العبّارات القادمة من إمينونو في بشيكتاش. هناك أيضا القوارب الصغيرة القادمة من «ينيكوي» (بالتركية: Yeniköy)‏ إلى بيكوز ومن «بيبيك» (بالتركية: Bebek)‏ أو «إميرجان» (بالتركية: Emirgan)‏ إلى أحياء «كانليجا» (بالتركية: Kanlıca)‏ أو «قلعة الأناضول» (بالتركية: Anadolu Hisarı)‏.

## الأماكن السياحية

### أشهر المباني التاريخية
يوجد ثلاثة مبانٍ هي الأكثر تميزا على مضيق البوسفور وصولاً إلى بيكوز:
1. المبنى الأول: «قصر كوجوكسو» (بالتركية: Küçüksu Kasrı)‏، وهو نُزُل صيد تقليدي إمبراطوري عثماني.
2. المبنى الثاني: وهو أقدم من المبنى الأول بكثير: «قلعة الأناضول» (أناضولو حصاري) (بالتركية: Anadolu Hisarı)‏ الذي شيده العثمانيين خلال الاستعدادات للغزو من أجل تأمين مضيق البوسفور للجيوش العثمانية.
3. المبنى الثالث: وهو أكثر حداثة: قصر الخديوي، الذي بُنيَ في عام 1907 كمنزل لقضاء العطلة لخديوي مصر. وهو برج أبيض بارز على تلة فوق «كانليجا» (بالتركية: Kanlıca)‏. أصبح قصر الخديوي الآن مطعماً في وسط حديقة جذابة.

«كانليجا» و«قلعة الأناضول» قرىً ممتعة بها الكثير مع المقاهي التي تقع على الواجهة البحرية، حيث يمكن الجلوس وتناول الشاي.

### الواجهة البحرية
يوجد على طول الساحل بعضاً من أغلى المنازل في المدينة حيث يملك العديد من السياسيين والمشاهير في تركيا فِللاً هناك. كما توجد بعضاً من أروع الأبنية الخشبية الضخمة العثمانية المسماة «يالي» (بالتركية: yalı)‏ وهي بيوت مبنية على شاطئ البحر مباشرة بحيت تلامس الماء، موجودة على طول الساحل من «قلعة الأناضول» حتى بيكوز نفسها. وفضلا عن جاذبية المعيشة بالقرب من شاطئ الماء، هناك أيضا مساحات واسعة من الغابات والحدائق على التلال على طول الساحل مما جعل الواجهة البحرية لبيكوز ملاذا هادئا بعيدا عن المدينة.

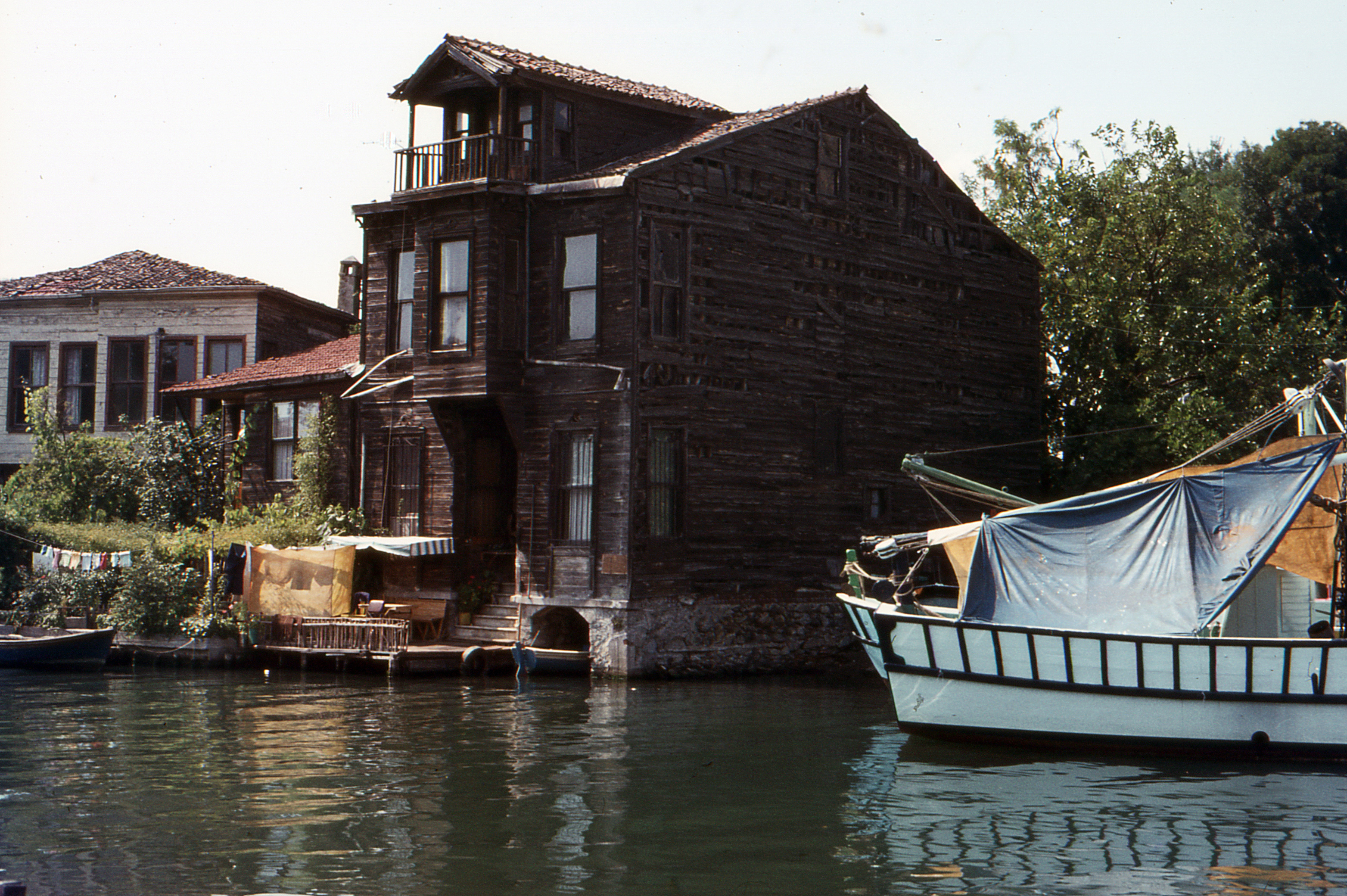
أحد الأبنية الخشبية الضخمة العثمانية المسماة «يالي» وهي بيوت مبنية على شاطئ البحر مباشرة بحيت تلامس الماء، موجودة على طول الساحل من «قلعة الأناضول».
هذا البيت (يالي) مبني في القرن 19 أسفل قلعة الأناضول مباشرة.

والماء دائما هو النّقطة الفاصلة في بيكوز: رائحة البحر القادمة من مضيق البوسفور، الأناس الذين يصطادون الأسماك، السفن الضخمة التي تجوب المكان، وصوت أبواق الضباب من السفن في المساء، فلا عجب في أن المطاعم والملاهي الليلية على الشاطئ هي أرقى ما في المدينة، والساحل قبل بيكوز له نصيبه من هذه الأندية والمقاهي مثل:
- نوادي مثل: «قهوة الأحلام» (خيال قهوة سي) (بالتركية: Hayal Kahvesi)‏ و«نادي 29» (بالتركية: Club 29)‏ في «تشوبوكلو» (بالتركية: Çubuklu)‏.
- مطاعم مثل: «كورفيز» (بالتركية: Körfez)‏ و«لاجيفرت» (بالتركية: Lacivert)‏ (بالقرب من «قلعة الأناضول»).

|  |  |

### الغابات والمتنزهات
يوجد في بيكوز نفسها متنزه كبير على التلال (محمية بيكوز) (بالتركية: Beykoz Korusu)‏، وعدد من النوافير العثمانية الجذابة. حتى مراكز المدن لها صبغة القرية: مبانٍ قديمة، صغيرة، وغالبية المازل بيوت بدلا من كتل المباني ذات الشقق المتعددة، وخصوصا على التلال التي ترتفع بعيدا عن الساحل. ولكن كون مراكز المدن تلك بعيدة عن المدينة فإن البنية التحتية مثل الغاز الطبيعي تحتاج وقت للوصول، ولكن السكينة في الجوار وإمكانية رؤية البوسفور تعوّض ذلك كله.
يوجد حول بيكوز مساحات واسعة من غابات الريف، حيث يأتي الناس من اسطنبول للنزهات في عطلة نهاية الأسبوع. ومن ثم، تعاني بيكوز من الازدحام المروري الذي يصيب المدينة ككل.

### أماكن التنزه
بعض أماكن التنزه المشهورة:
- قرى أعالي البوسفور في منطقة «أناضولو كافاي» (بالتركية:  Anadolu Kavağı)‏، «أناضولو فينيري» (بالتركية: Anadolufeneri)‏، و«بويراز كوي» (بالتركية: Poyrazköy)‏.
- يمكن زيارة «فنار الأناضول» في «أناضولو فينيري» (بالتركية: Anadolufeneri)‏.
- تشتهر «كافاك» (بالتركية: Kavak)‏ على وجه الخصوص باعتبارها المحطة الأخيرة على البوسفور لرحلات العبّارات البحرية، حيث يتوقف الناس لأكل الأسماك والمشي إلى القلعة على التل.
- «أناضولو فينيري» (بالتركية: Anadolufeneri)‏ و«بويراز كوي» (بالتركية: Poyrazköy)‏ قرىً صغيرة ولكن صيد الأسماك فيها ممتع جدا.
- قرية ريفا (بالتركية: Riva)‏ على البحر الأسود، حيث يمكن للناس السباحة ولكن يجب الحذر لأن هذا المكان قريب من مصب مضيق البوسفور وهناك خطورة من التيارات المائية في بعض الأحيان.
- المناطق الداخلية حول وبين «جمهوريت كويو» (بالتركية: Cumhuriyet Köyü)‏، «علي بهادر»(بالتركية: Ali Bahadır)‏، «دييرمنديري» (بالتركية: Değirmendere)‏، «آق بابا» (بالتركية: Akbaba)‏، «ديريسيكي» (بالتركية: Dereseki)‏ و«بولونيز كوي» (بالتركية: Polonezköy)‏ كلها ملاذات مشهورة للاستجمام والسكون، وهناك طرق جديدة لخدمة المساكن الفاخرة التي مازالت تُنشأ في بعض الأماكن.

### المقابر
|             |  |  |
| قبر "يوشع". |  |  |

هناك عدد من مقابر المسلمين وأماكن تاريخية تجذب الزوار، وخاصة قبر يوشع على تلة قبل «أناضولو كافاي» (بالتركية:  Anadolu Kavağı)‏. ووفقا لبعض الروايات، فإن صاحب هذا القبر قد يكون للنبي يوشع بن نون الذي خَلَفَ النبي موسى عليه السلام بعد موته وأصبح قائدا لبني إسرائيل بعد موت موسى.
تم بناء «مسجد يوشع» (بالتركية: Hazreti Yuşa Cami)‏ من قِبَل الصدر الأعظم العثماني «يرمي سكيز زاده محمد سعيد باشا» (بالتركية: Yirmisekizzade Mehmed Said Pasha)‏ في عام 1755م مع ضريح مجاور. كان لهذا المسجد الصغير جدراناً حجرية وسقفاً مشطوراً نصفين بسبب حريق سابق، ولكن تم ترميم المسجد في عهد السلطان العثماني عبد العزيز الأول عام 1863.
هناك مقابر أخرى موجودة في دول أخرى قد تكون للنبي يوشع بن نون، مثل:
- «مقام النبي يوشع» الموجود في صفد بفلسطين.
- وضريح «يوشع بن نون» بالقرب من مدينة السلط بالأردن.
- وضريح «النبي يوشع» في بغداد بالعراق.

## أحياء بيكوز
أحياء منطقة بيكوز هي:
1. Acarlar
2. Akbaba
3. Alibahadır
4. Anadolu Hisarı
5. Anadolu Kavağı
6. Anadolufeneri
7. Baklacı
8. Bozhane
9. Cumhuriyet
10. Çamlıbahçe
11. Çengeldere
12. Çiftlik
13. Çiğdem
14. Çubuklu
15. Dereseki
16. Elmalı
17. Fatih
18. Göksu
19. Göllü
20. Görele
21. Göztepe
22. Gümüşsuyu
23. İncirköy
24. İshaklı
25. Kanlıca
26. Kavacık
27. Kaynarca
28. Kılıçlı
29. Mahmutşevketpaşa
30. Merkez
31. Ortaçeşme
32. Örnekköy
33. Öyümce
34. Paşabahçe
35. Paşamandıra
36. Polonez
37. Poyraz
38. Riva
39. Rüzgarlıbahçe
40. Soğuksu
41. Tokatköy
42. Yalıköy
43. Yavuz Selim
44. Yeni Mahalle
45. Zerzavatçı

|  |  |  |

|  |  |

## وصلات خارجية
- موقع مشجعي نادي «بيكوز 1908» لكرة القدم Beykoz 1908 Supporters' web site.

## معرض الصور

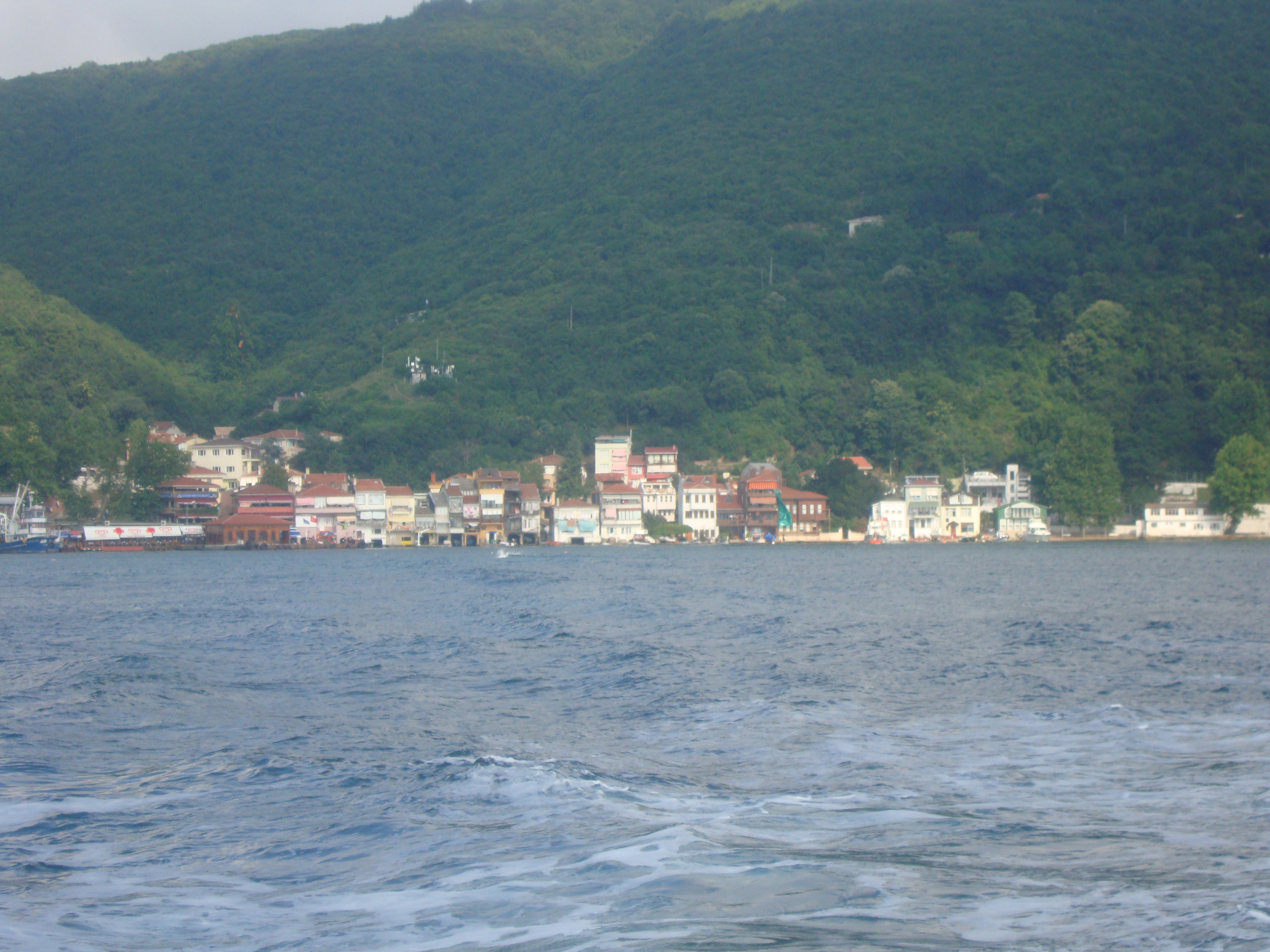
بانوراما، منطقة "أناضولو كافاي" (بالتركية: Anadolu Kavağı)‏.
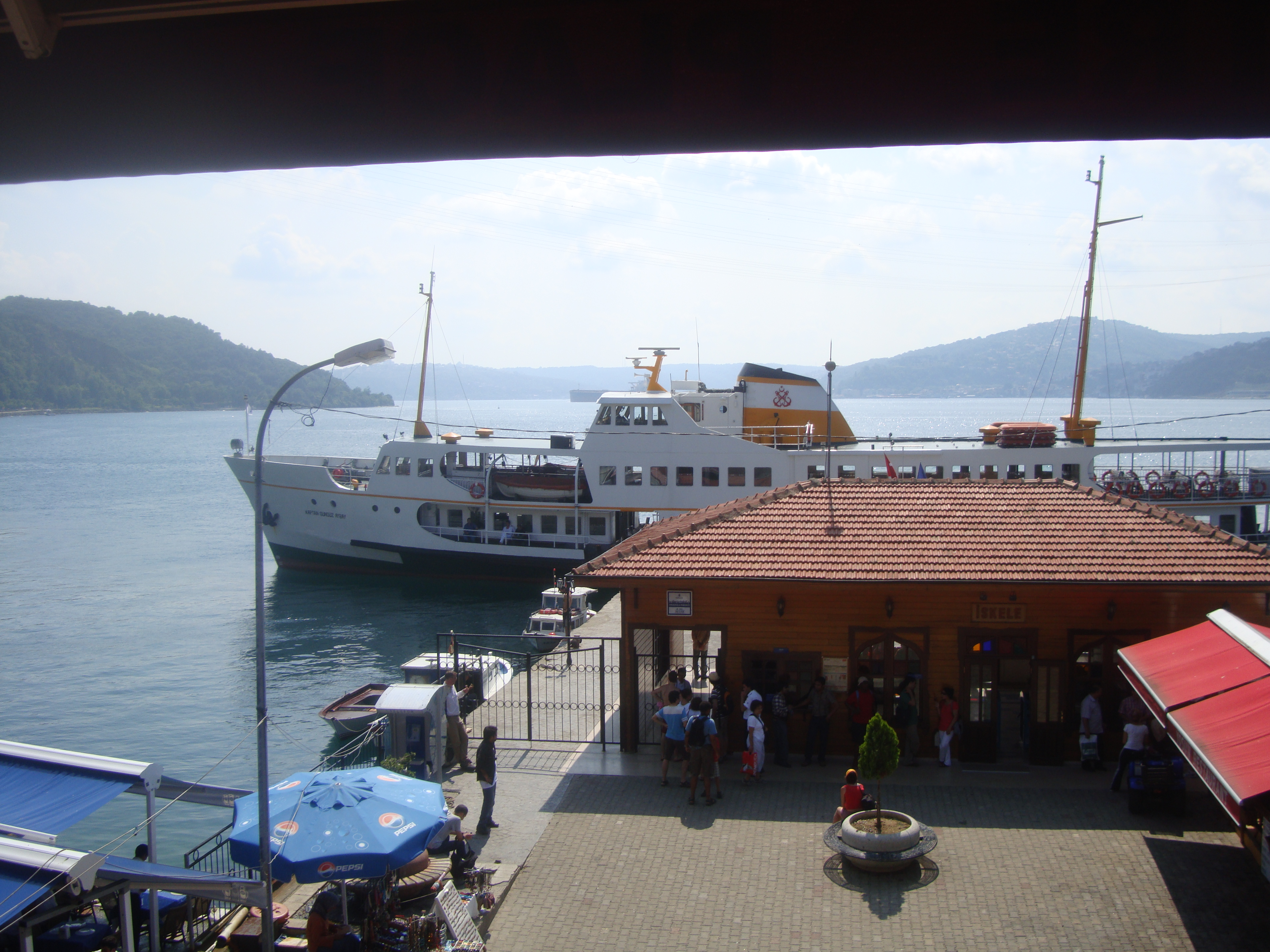
"أناضولو كافاي" (بالتركية: Anadolu Kavağı)‏.
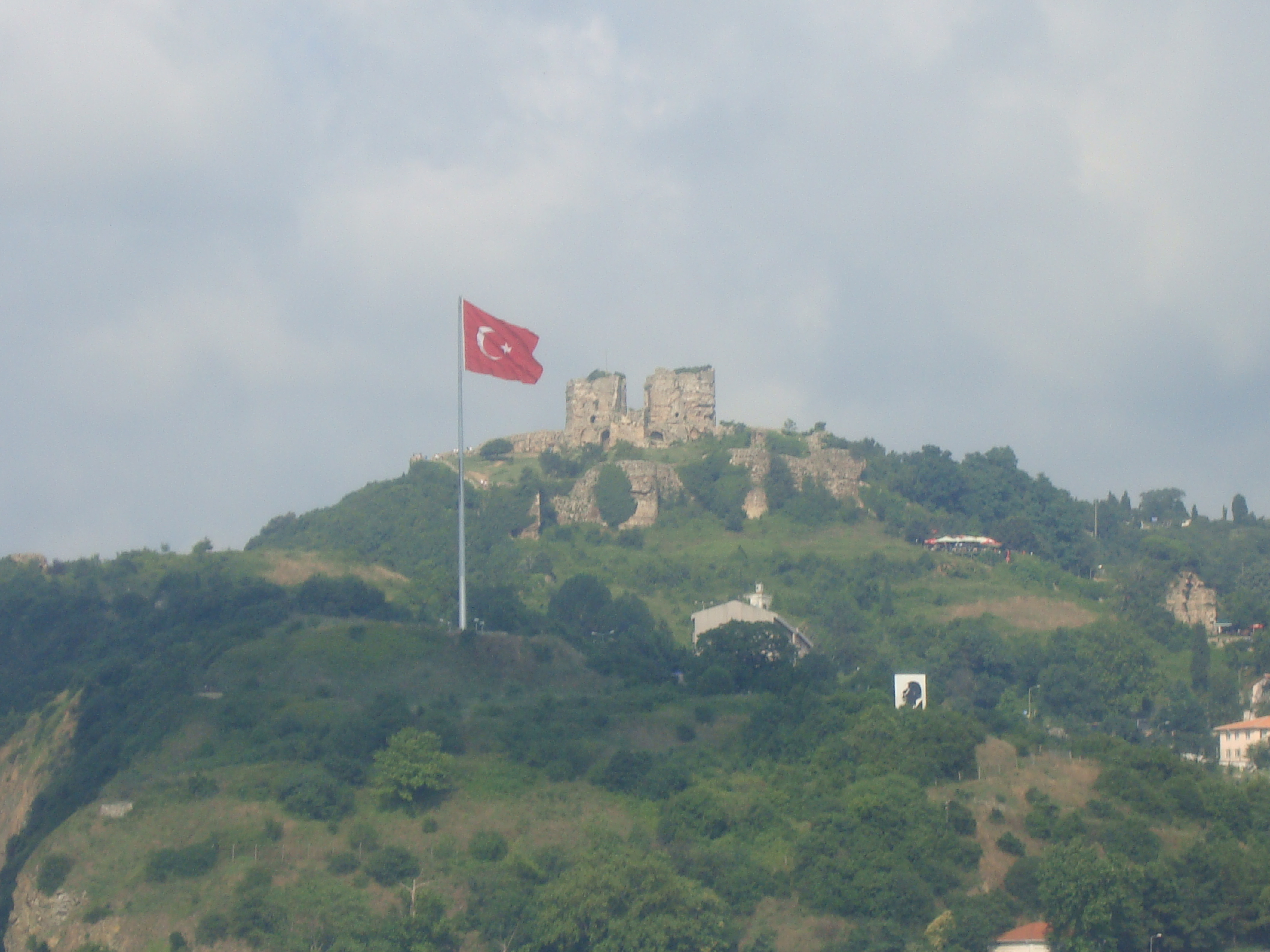
"أناضولو كافاي" (بالتركية: Anadolu Kavağı)‏.
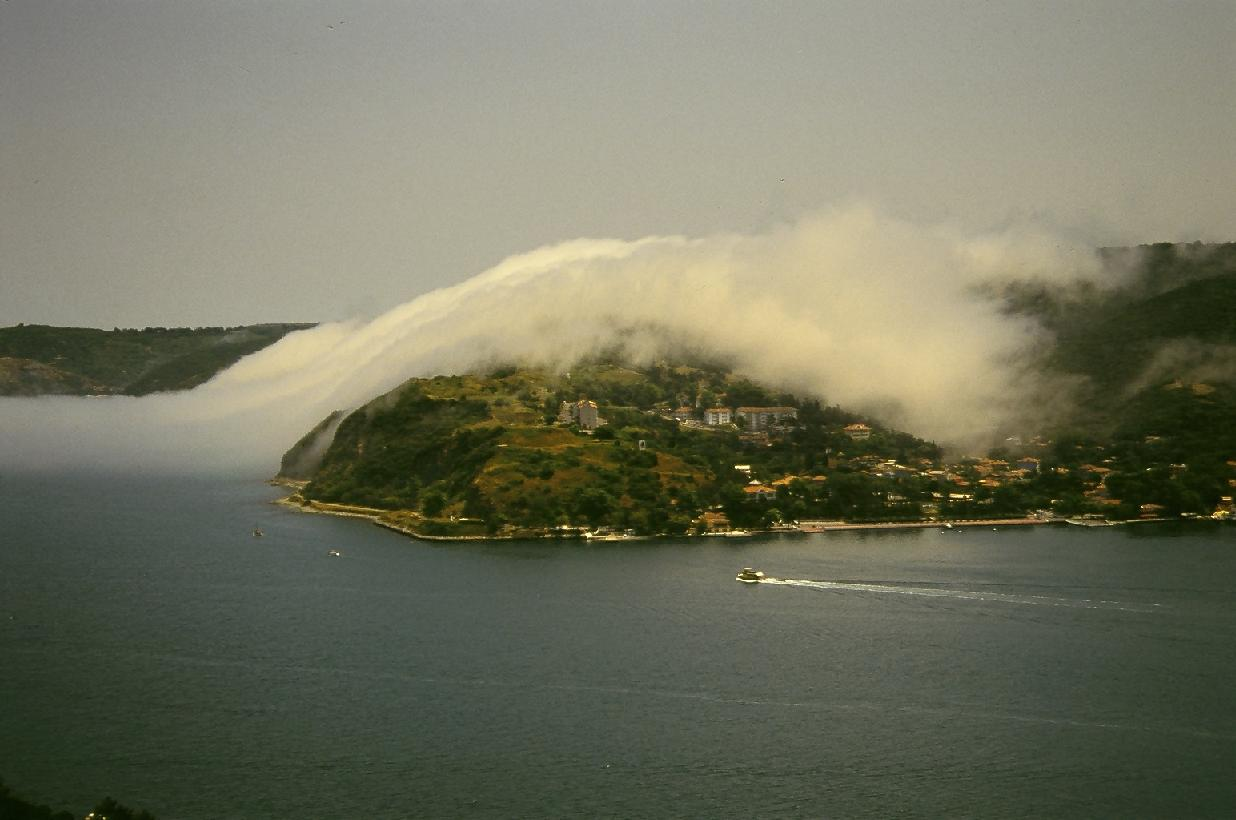
"أناضولو كافاي" (بالتركية: Anadolu Kavağı)‏.
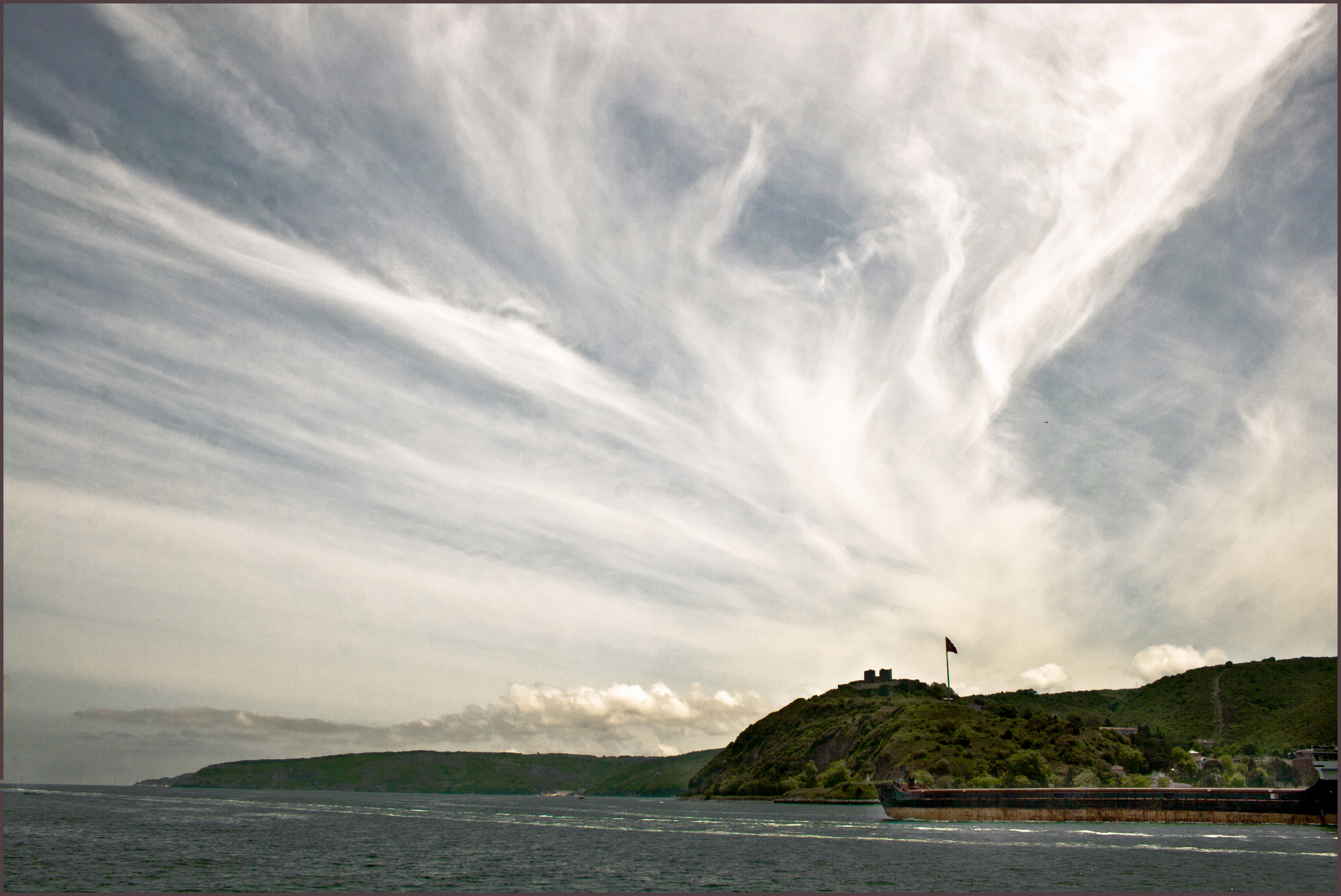
مدافن في "أناضولو كافاي" (بالتركية: Anadolu Kavağı)‏.
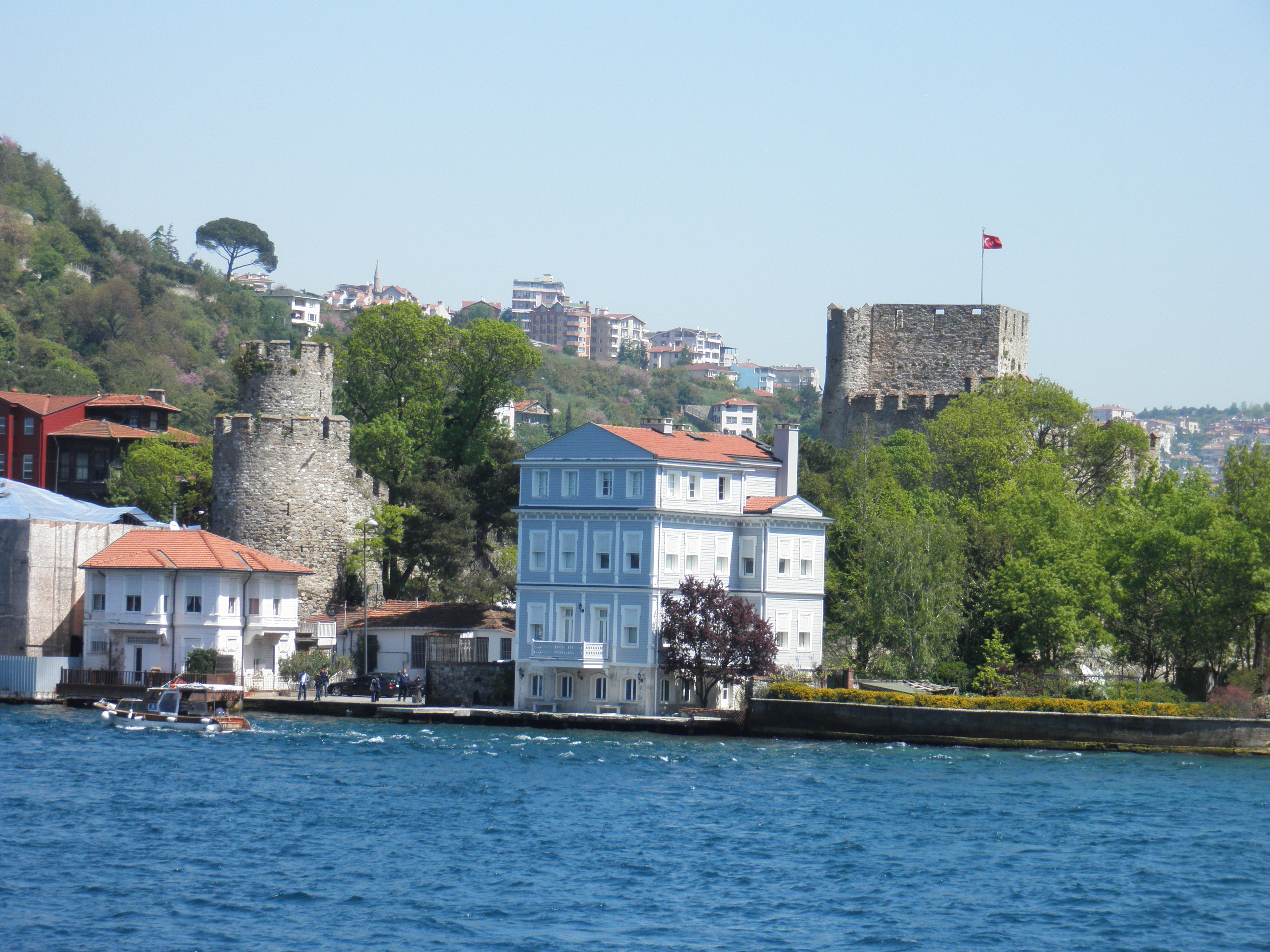
"قلعة الأناضول" (أناضولو حصاري) (بالتركية: Anadolu Hisarı)‏.
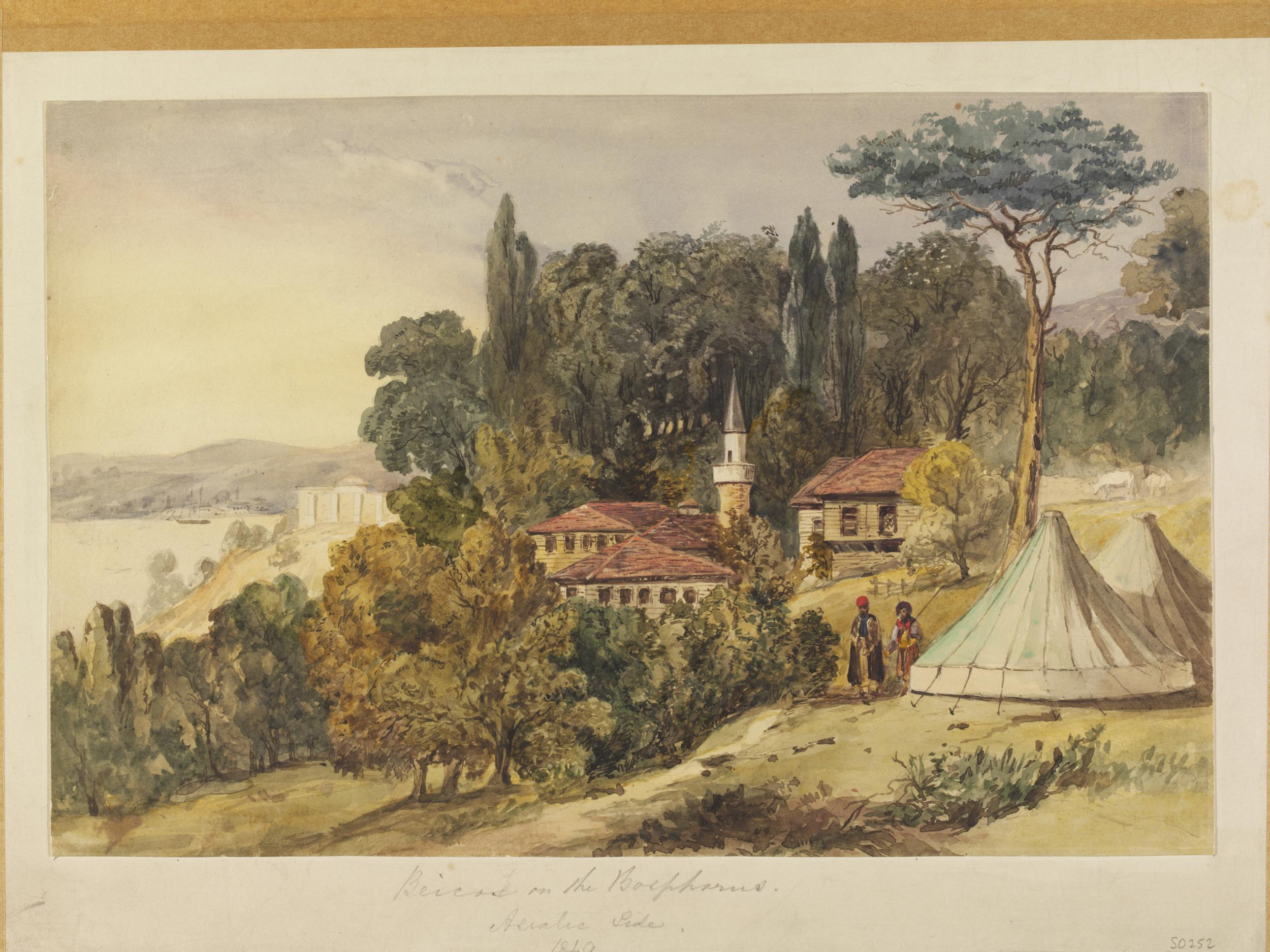
لوحة بالألوان المائية "لبيكوز"، مرسومة عام 1849م.
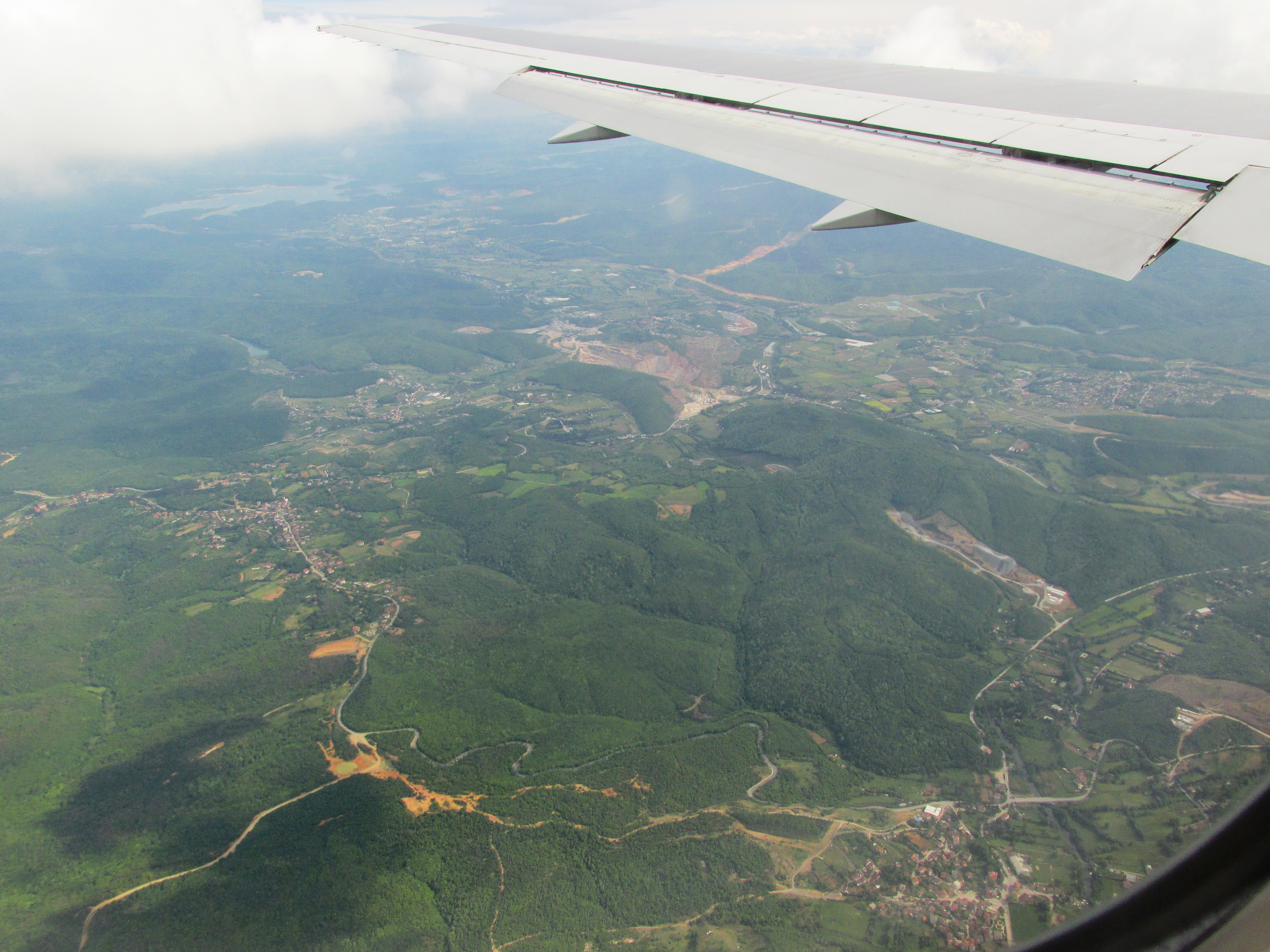
الطبيعة في بيكوز، صورة من الطائرة.
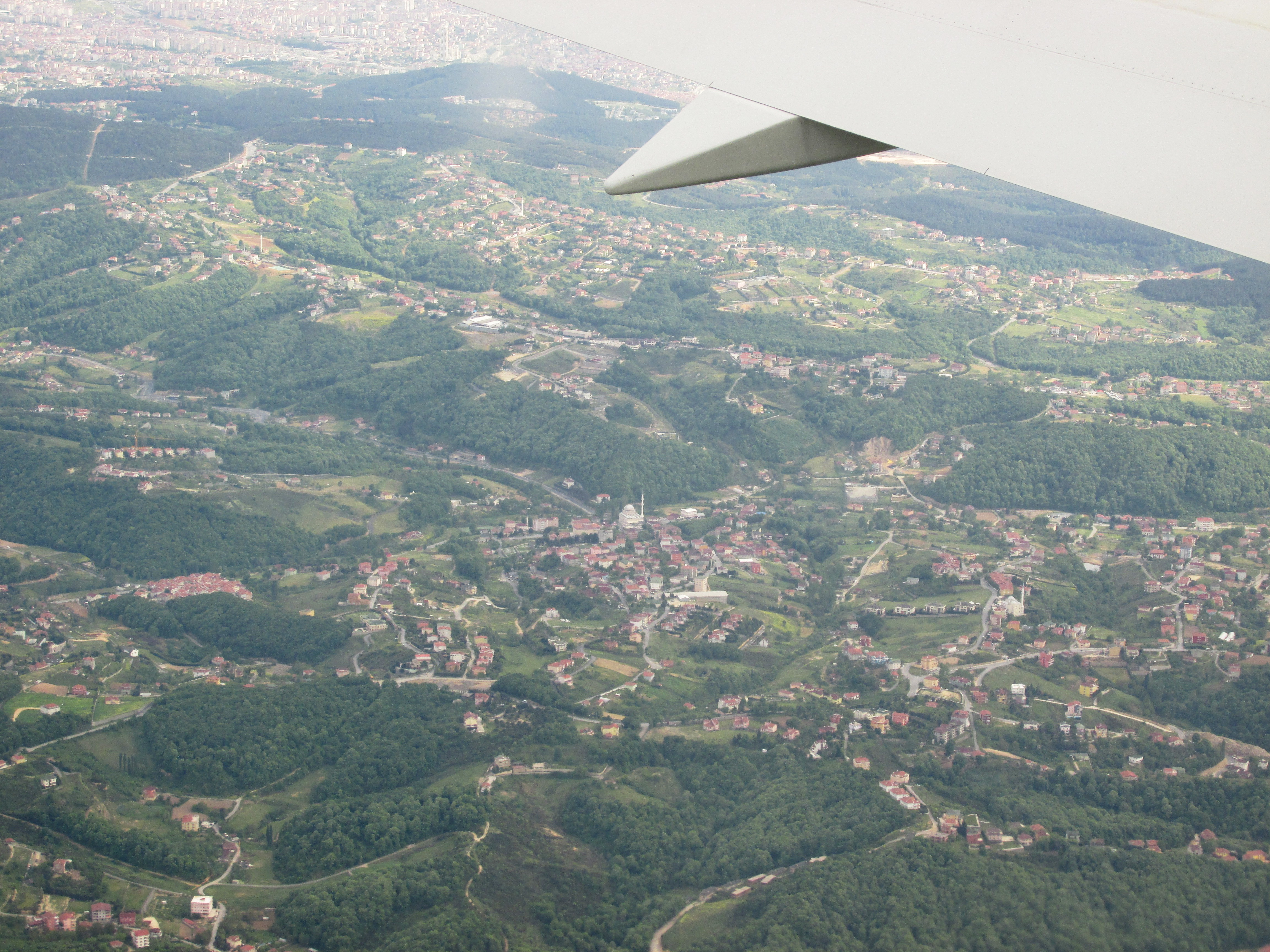
الطبيعة في بيكوز، صورة من الطائرة.